# بیگانه علیه غارتگر (فیلم)
بیگانه علیه غارتگر (به انگلیسی: Alien vs. Predator) (به‌اختصار: AVP) فیلمی در ژانر علمی–تخیلی اکشن ترسناک به کارگردانی پل دبلیو. اس. اندرسون است که در سال ۲۰۰۴ منتشر شد. از بازیگران آن می‌توان به سنا لیثن، لانس هنریکسن، رائول بووا، و کالین سالمون اشاره کرد.
فیلم بیگانه علیه غارتگر ۲ دنباله این فیلم است.

## داستان
سال ۲۰۰۴ ، یک ماهواره شکوفه گرمائی مرموزی را در زیر بووتویا ، جزیره ای در حدود ۱۶۰۰ کیلومتری سواحل قطب جنوب تشخیص داد . یک صنعتگر ثروتمند چارلز بیشاپ ویلند ( لانس هنریکسن ) از طریق تصویربرداری حرارتی کشف می کند که هرمی در زیر یخ ها ۲۰۰ فوت (۶۱۰ متر) دفن شده است. او تلاش می کند آن را برای شرکت ارتباطات چند ملیتی خود ، صنایع وای لند ، یک شرکت تابعه از شرکت صنایع وای لند ادعا کند ، و یک تیم متخصص را برای تحقیق جمع می کند. این تیم شامل باستان شناسان ، کارشناسان زبانشناسی ، مته های حفاری ، مزدوران و راهنمایی به نام الکسا "لکس" وودز ( سانا لاتان ) است.
هنگامی که یک کشتی غارتگر به مدار زمین می رسد ، یک پرتوی انرژی را که به سمت سایت هرم است ، شلیک می کند. وقتی تیم به ایستگاه صید نهنگ های شکاری بالای منبع گرما می رسند ، یک تونل کاملاً دایره ای و غیرطبیعی را پیدا می کنند که مستقیماً زیر یخ به سمت هرم در جریان است. وای لند تصاویر ماهواره ای تیم را نشان می دهد که نشان می دهد این معبر ۲۴ ساعت قبل آنجا نبوده است. تیم اکتشاف از تونل پایین می آیند و هرم مرموز را پیدا می کنند و شروع به کاوش می کنند ، به زودی شواهدی از تمدن ماقبل تاریخ و آنچه به نظر می رسد یک اتاق قربانی پر از اسکلت انسان است ، پیدا کردند. به طور غیر قابل توضیح ، به نظر می رسد که تمام اسکلت ها قفسه های دنده ای پاره شده‌اند .